# Собор Алексия, человека Божия, в Алексеевском монастыре
Храм Алекси́я Челове́ка Бо́жия в Красном селе — приходской православный храм в Красносельском районе Москвы. Относится к Богоявленскому благочинию Московской епархии Русской православной церкви. Является подворьем патриарха Московского и Всея Руси.
Главный престол храма освящён во имя преподобного Алексия Человека Божия, приделы — в честь Грузинской иконы Божией Матери и во имя преподобного Павла Латрийского.

## История

### Красное село
Храм Алексия человека Божия построен в Красном селе в 1853 году, в одном из старейших подмосковных поселений, существовавшем уже в XII—XIII веках. Первые летописные упоминания о Красном селе относятся к 1480 году. Село было расположено у древней Стромынской дороги, которая шла из Москвы в село Стромынь и далее во Владимир и Суздаль. Своё название село получило по расположенному в нём Великому (Красному) пруду, площадь которого равнялась площади Московского Кремля (23 га).
К началу XVII века село стало большим и густонаселённым. В записях шведа Петра Петрейя, побывавшего в Москве в 1608—1611 годах, говорится, что «близ Москвы лежит большая деревня, в которой до 700 крестьян и ремесленников, она называется Красное село». В середине XVIII века село вошло в черту города и стало окраиной Москвы.
В 1837 году из центра на окраину Москвы, в Красное село был переведён Алексеевский монастырь. Первым храмом монастыря стала местная приходская церковь Воздвижения Честного Животворящего Креста Господня с приделом во имя Тихвинской иконы Божией Матери. В 1841 году в ней был освящён придел в честь преподобного Алексия, человека Божия.

### Строительство храма
Центральным храмом как Алексеевского, так и Ново-Алексеевского монастыря являлся храм Алексия человека Божия. В Алексеевском монастыре это был построенный в 1634 году двухшатровый храм — шедевр архитектуры XVII века. Для его возведения были приглашены ведущие русские архитекторы того времени Антип Константинов и Трифон Шарутинов. Через два года они принимали участие в возведении Теремного дворца. Алексеевский храм был разобран в 1838 году, во время подготовительных работ, предшествовавших строительству храма Христа Спасителя.

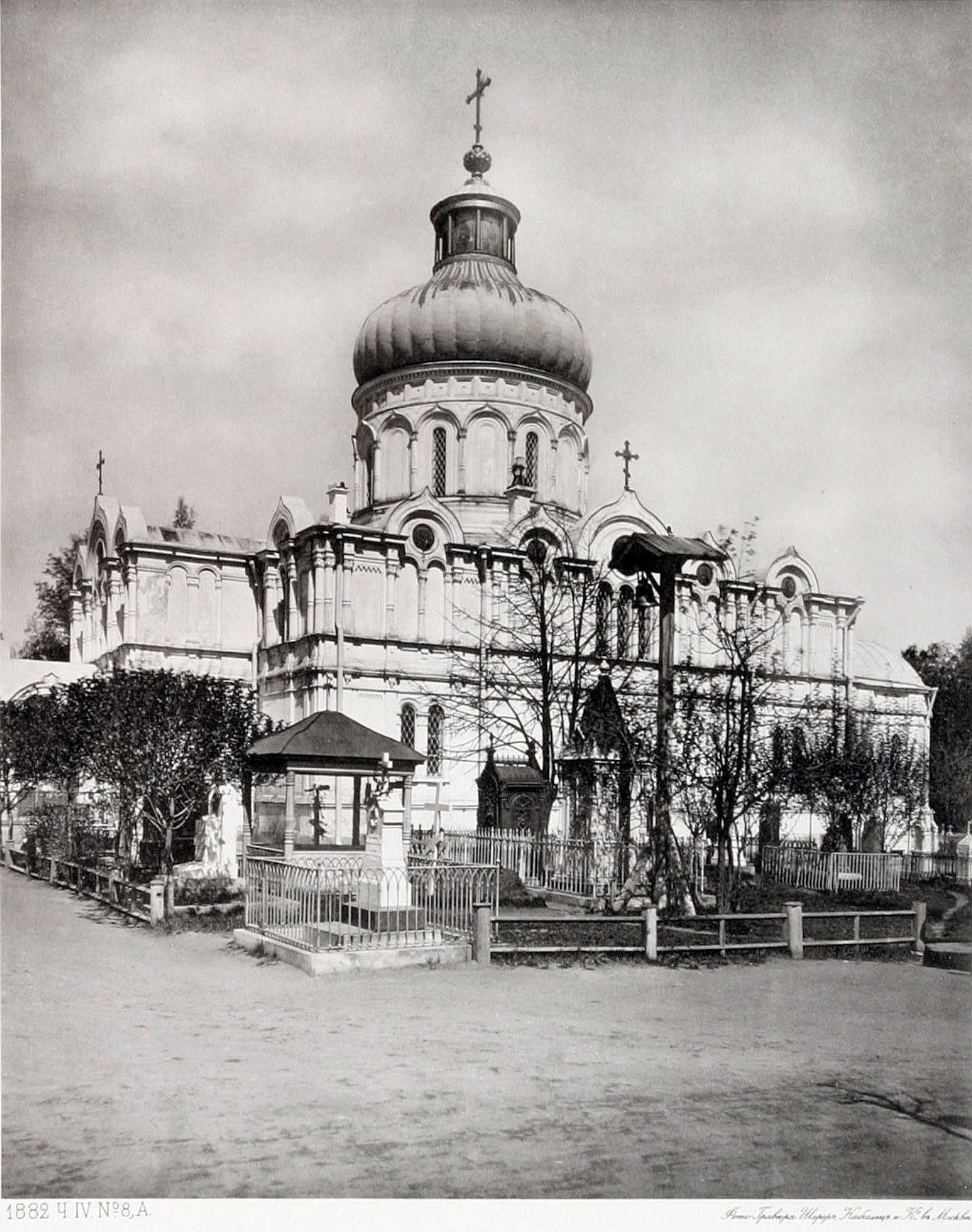
Фотография Николая Найдёнова 1882 года

В 1853 году в самом центре монастырских земель Ново-Алексеевского монастыря был построен храм преподобного Алексия, человека Божия. Автором его проекта стал московский архитектор Михаил Быковский. По его же проекту монастырь был обнесён стеной с башнями.
Храм с восточной стороны завершается полуциркульными апсидами, а в центре западного фасада расположен ризалит. Храм венчает огромный купол на широком световом барабане, высота которого практически равна высоте основного объёма.
Внешняя отделка храма выполнена по мотивам древнерусского зодчества XVI—XVII веков. Фасады храма украшены декоративными колонками с дыньками, а завершаются они развитой системой килевидных аттиков разной величины. Барабан храма украшен декоративными аттиками и арками аркатуры, имеющими аналогичное килевидное завершение.

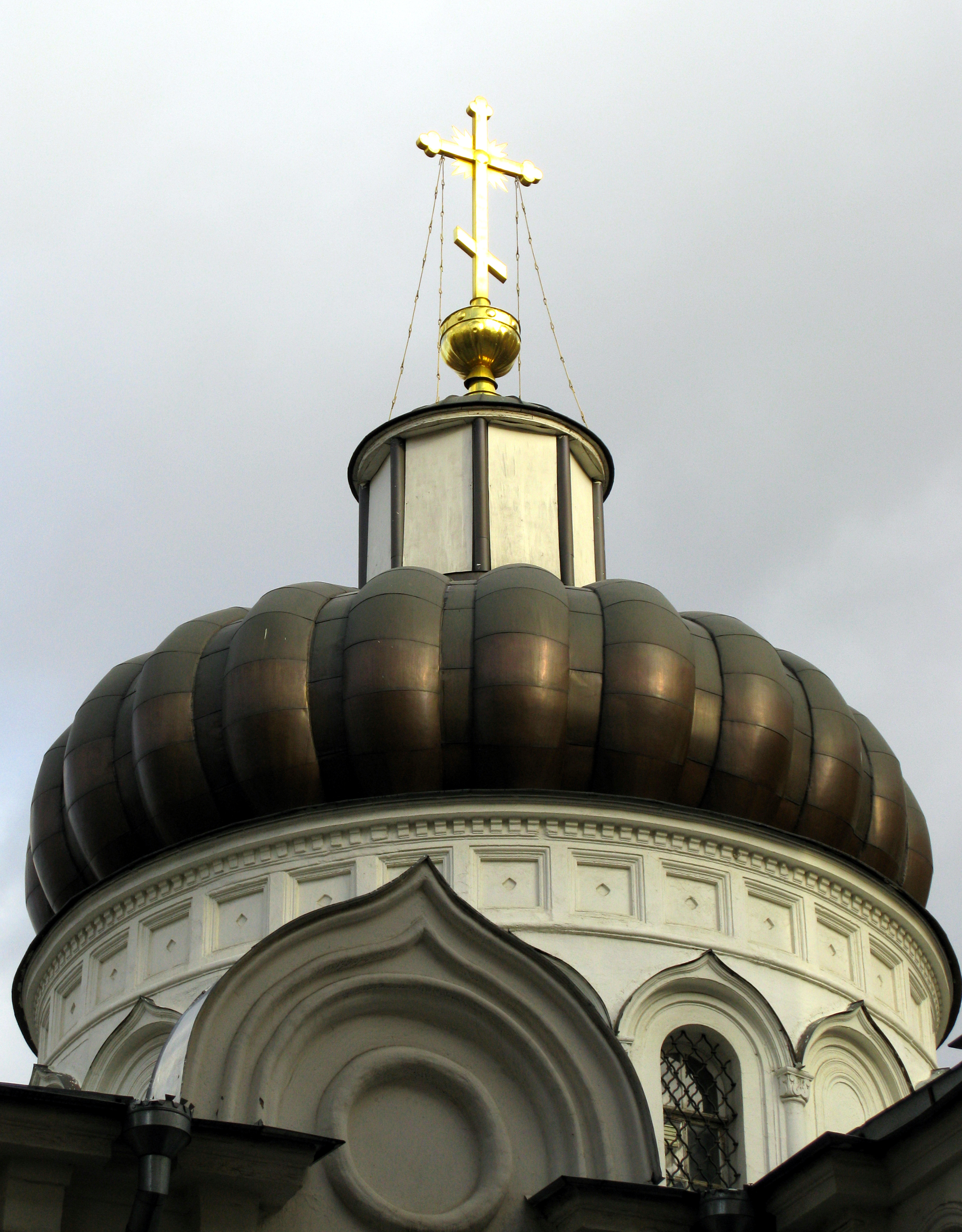
Купол Алексеевского храма

Из прежнего Алексеевского монастыря в новый были перенесены многочисленные древние святыни, среди которых — чудотворные списки с Тихвинской, Грузинской икон Божией Матери и Целительницы (две последних после закрытия храма были переданы в храм Воскресения Христова в Сокольниках). В Алексеевский храм были переданы также многочисленные дары, преподнесённые прежнему Алексеевскому монастырю царской семьёй и знаменитыми людьми. Среди них была лампада 1630 года — дар патриарха Филарета, кадило — дар царя Михаила Фёдоровича, серебряный ковш — дар царя Алексия Михайловича. В библиотеке монастыря можно было найти редкие экземпляры церковных книг. Например, здесь хранились Евангелие 1630 года и Требник Петра Могилы.
В 1899 году по проекту архитектора Александра Латкова была произведена реконструкция храма. Располагавшаяся с западной стороны храма открытая паперть была встроена в его основной объём. Внутри храма были перестроены хоры, а в западной их части было оборудовано помещение для ризницы. Деревянный пол храма заменил пол, выложенный метлахской плиткой. С. Л. Конюховым был изготовлен новый иконостас, на котором были размещены новые иконы работы Т. И. Тюрина. Художником Е. Чернышевым были расписаны купола и верхние части северной и южной стен.

### Советский период
В 1926 году Алексеевский монастырь был закрыт и все насельницы вынуждены были его покинуть. К началу XX века в монастыре было четыре храма: Крестовоздвиженский (1692 года), Алексия человека Божия, Всех Святых (1891 года) и Архистратига Михаила при больнице (1879 года). Из них советский период пережили только два — Всехсвятский и Алексеевский.
Здание храма Всех Святых использовалось под архив и как производственное помещение. Самый древний из четырёх — Крестовоздвиженский храм стал частью административного здания ВНИРО (Всероссийский научно-исследовательский институт рыбного хозяйства и океанографии). Алексеевский храм был переоборудован под дом пионеров, а на месте бывшего монастырского кладбища был устроен пионерский парк. В 1970-е годы храм Архистратига Михаила был снесён, а его место занял жилой дом. Во второй половине 1980-х годов по бывшему кладбищу была проложена автомагистраль, в настоящее время являющаяся частью третьего транспортного кольца.

### Возрождение храма
В 1991 году Алексеевский храм был передан Русской православной церкви. С этого времени в храме начали восстановительные работы. 25 ноября 2002 года в Алексеевском храме были возобновлены богослужения. Первоначально он действовал как приписной храма Всех Святых. В марте 2006 года при храме преподобного Алексия человека Божия было учреждено Патриаршее подворье с приписным храмом Воздвижения Креста Господня.

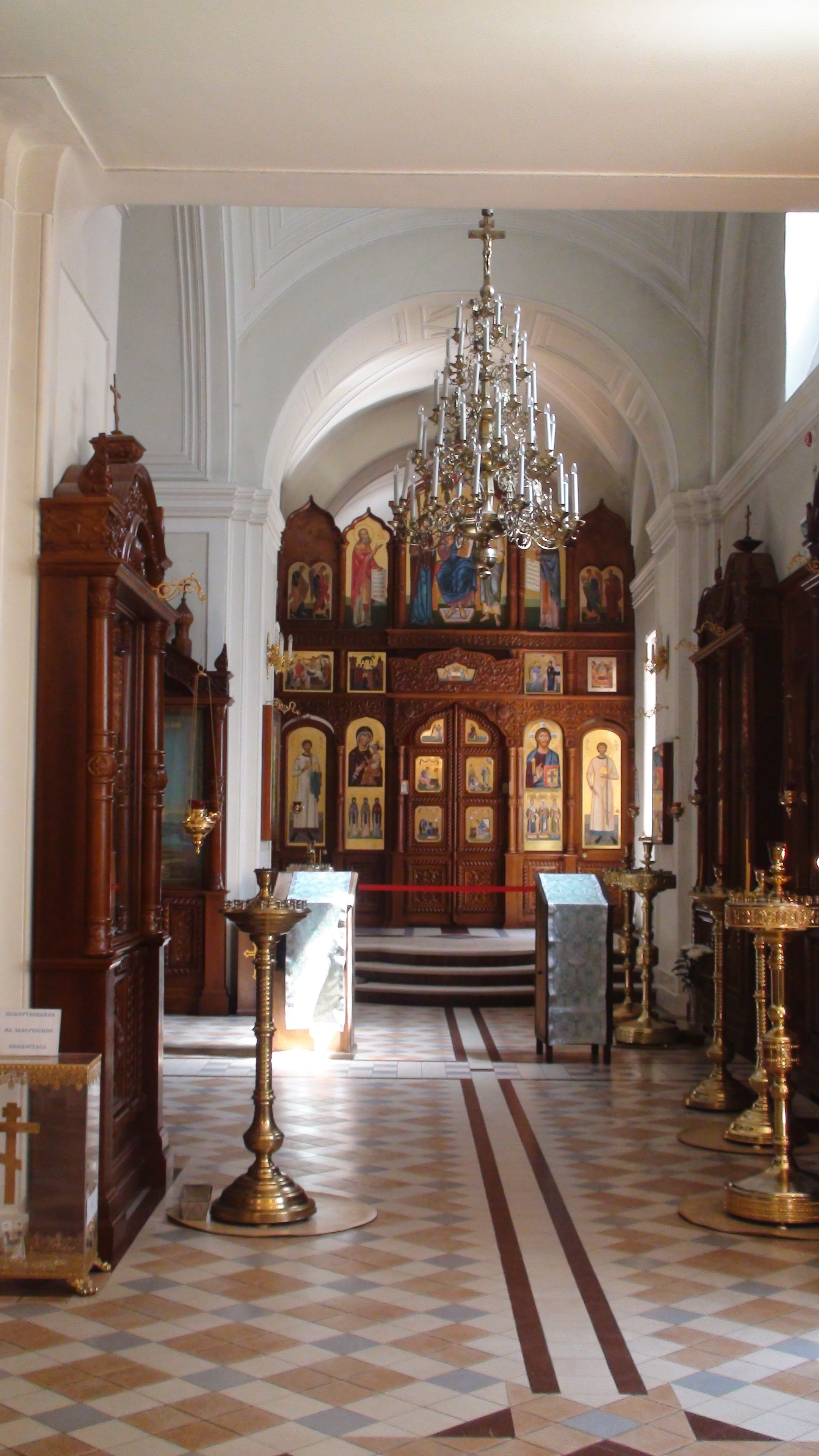
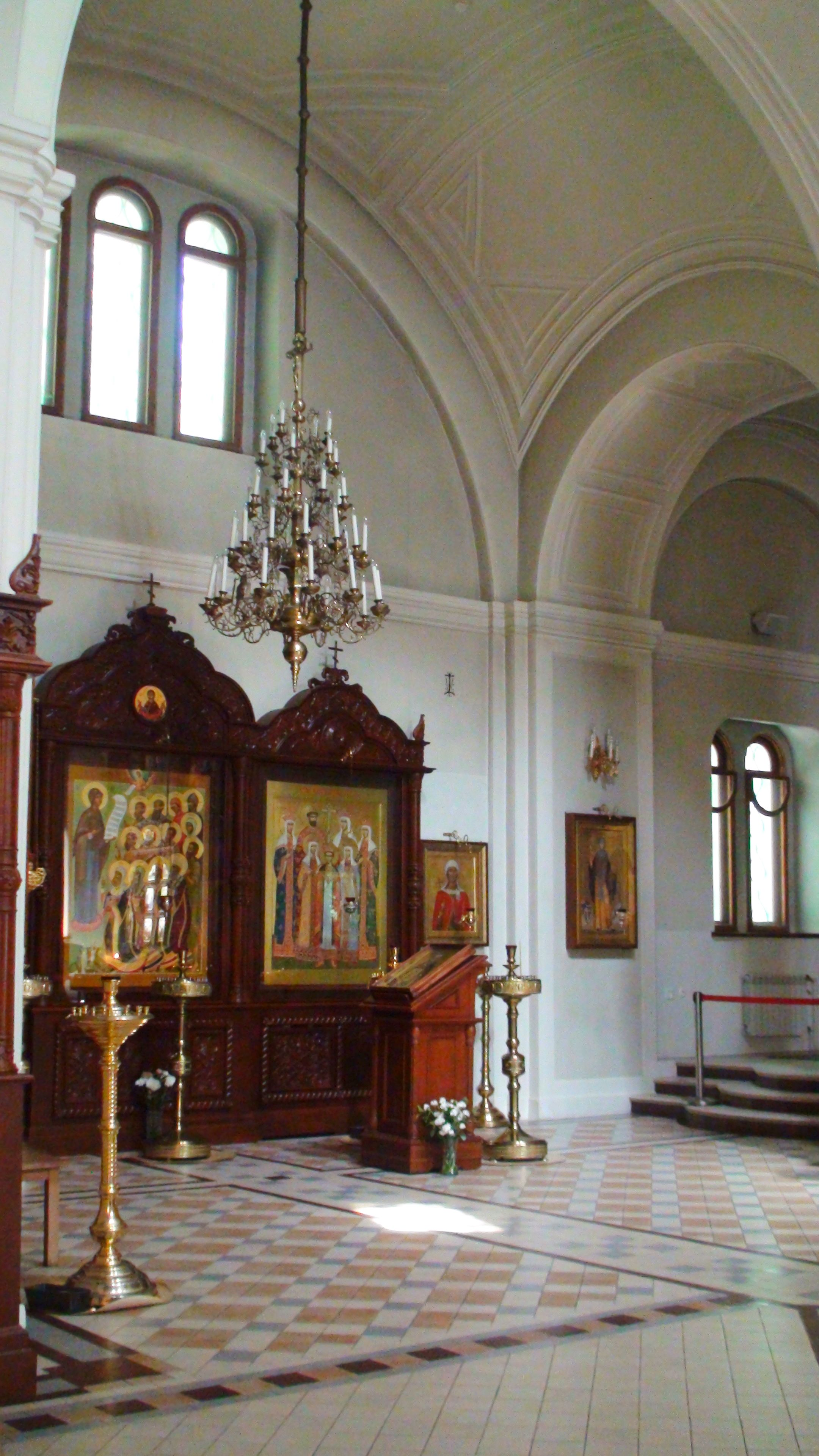
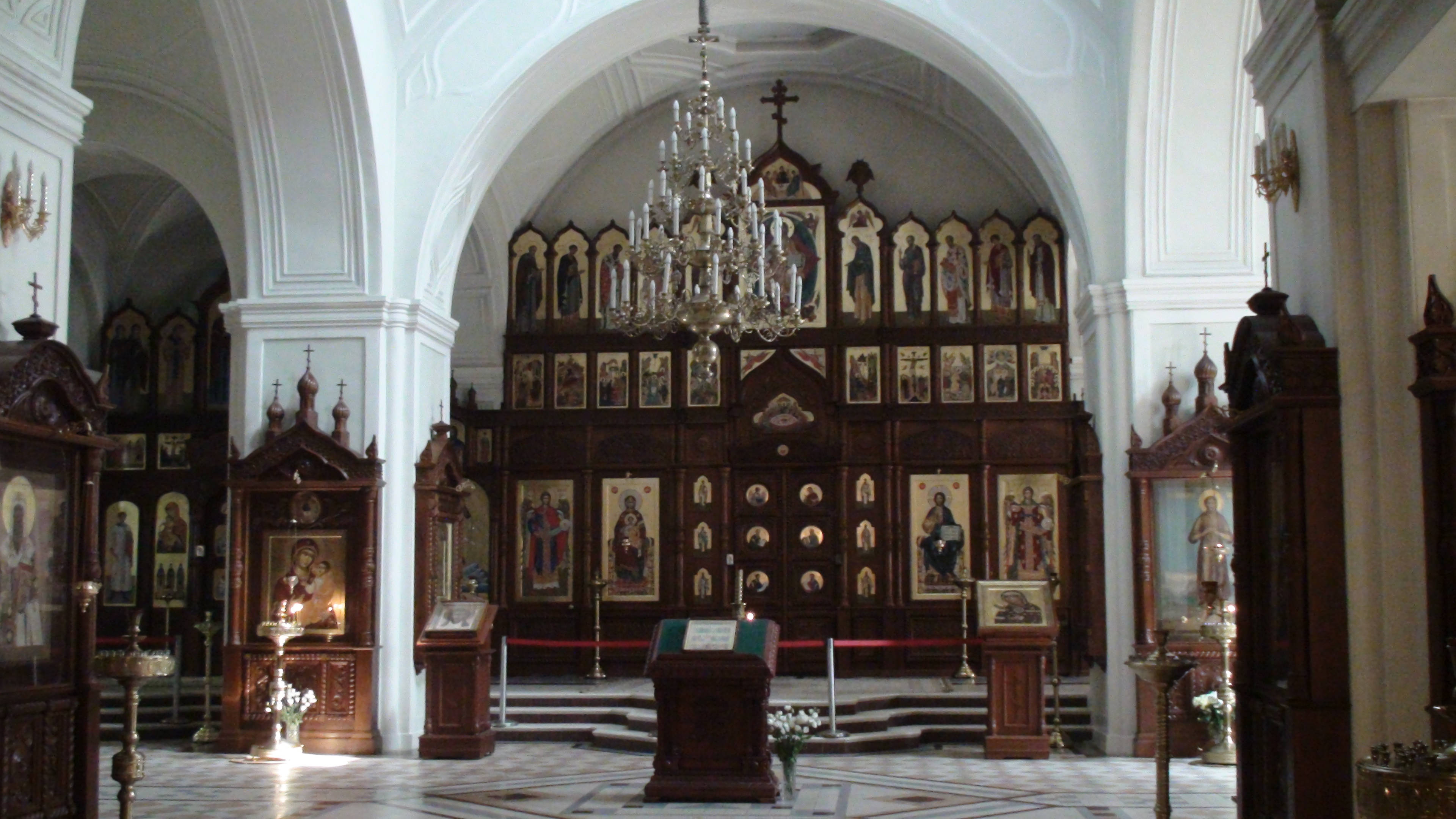
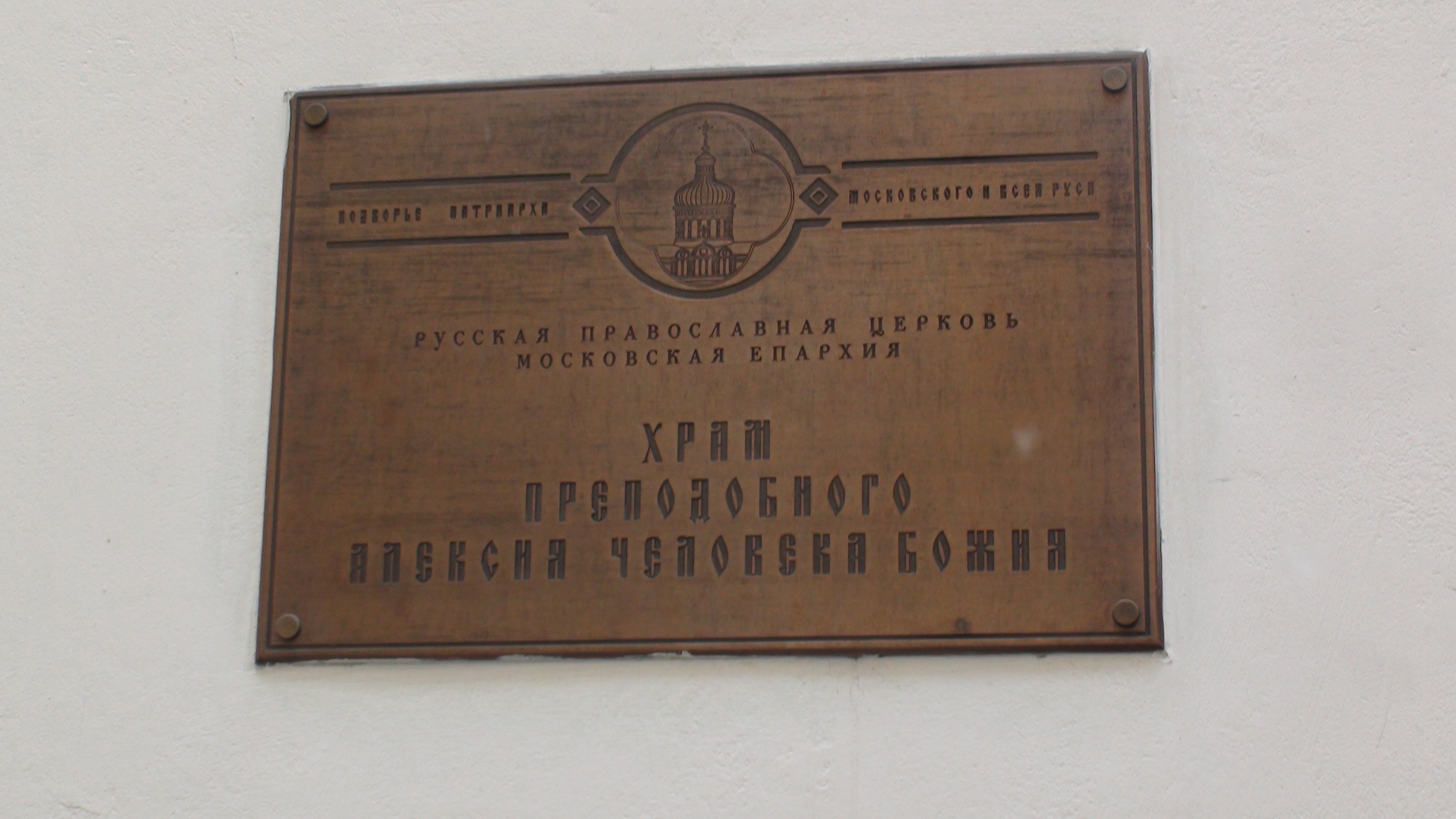
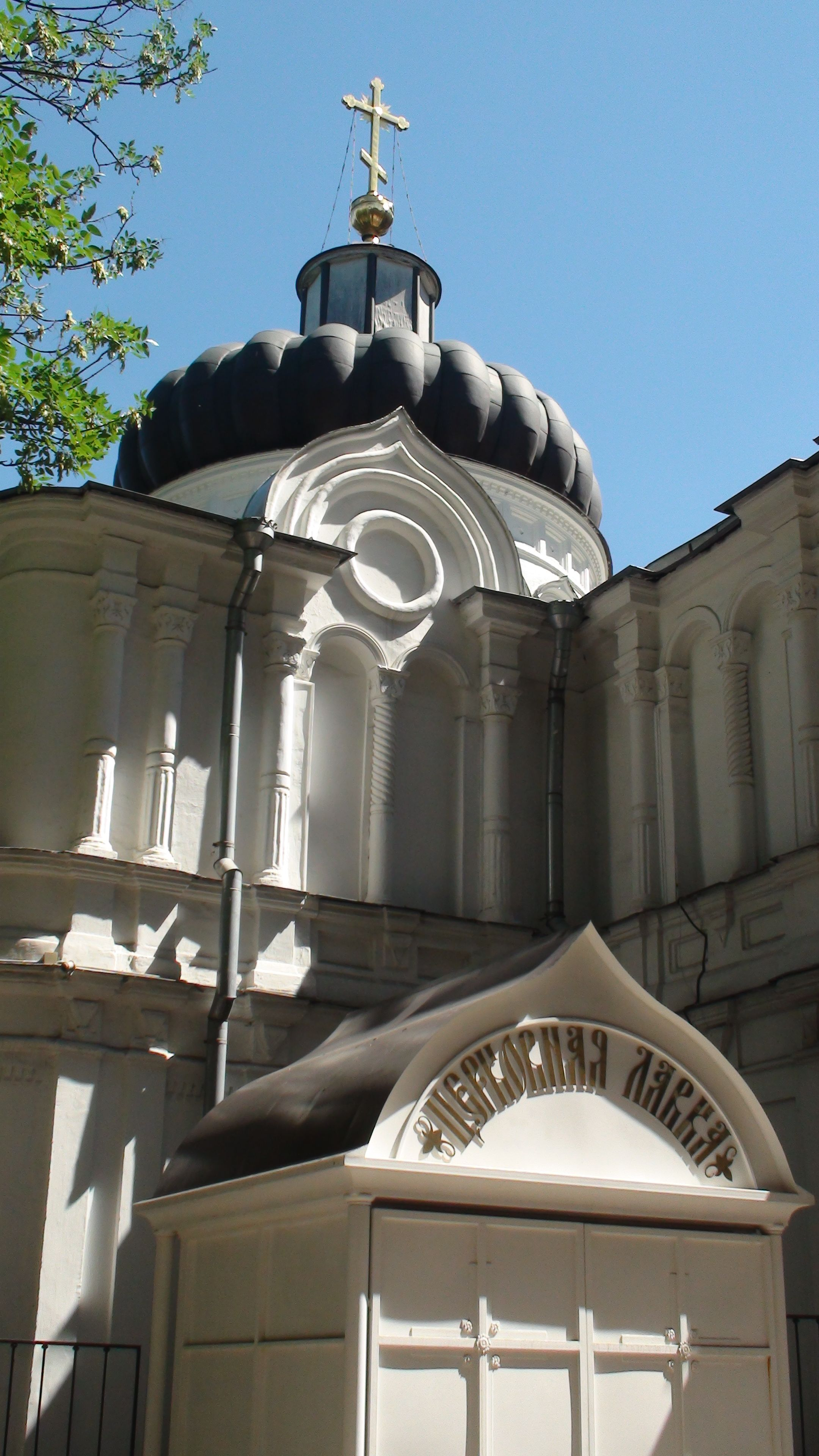
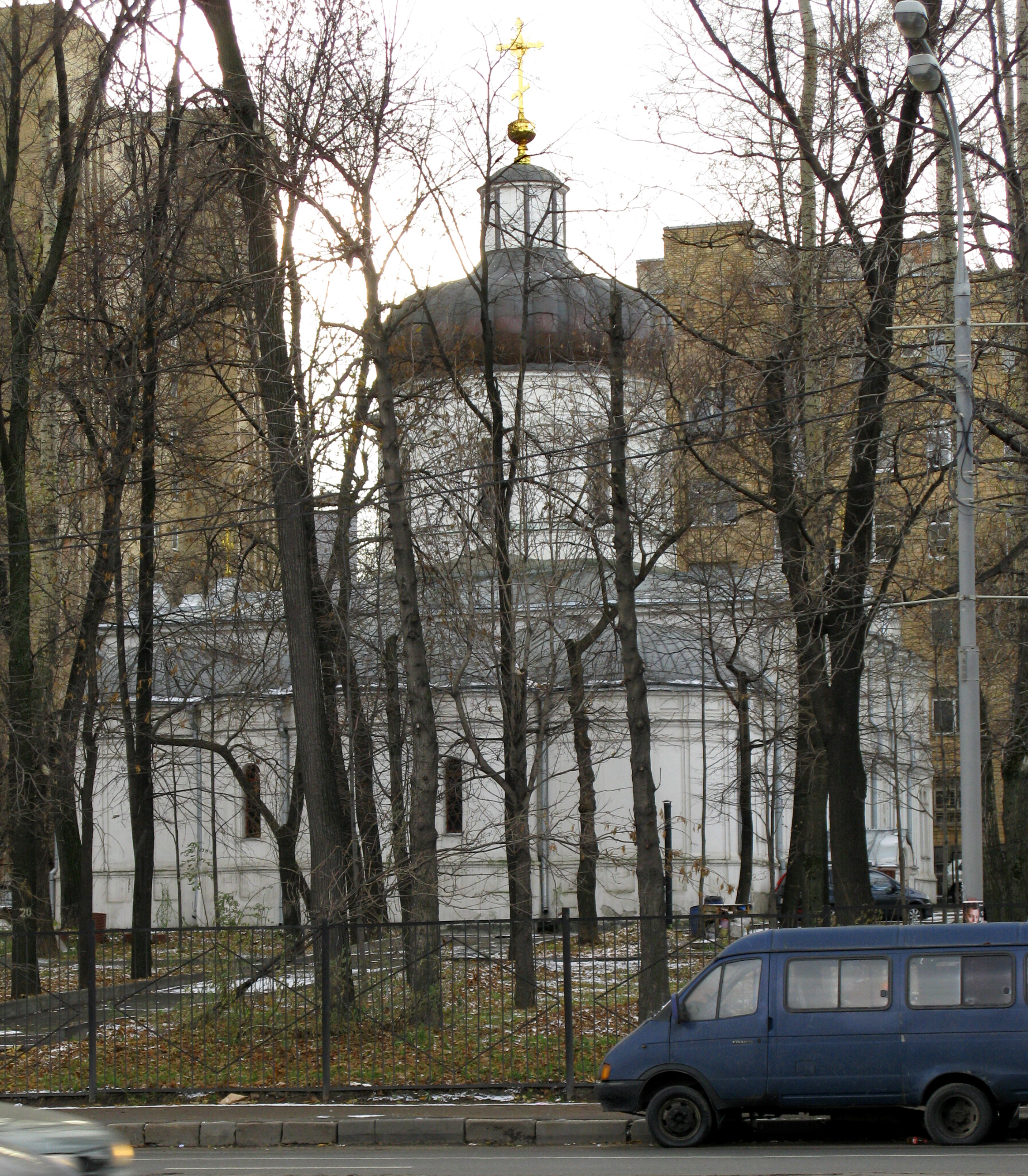
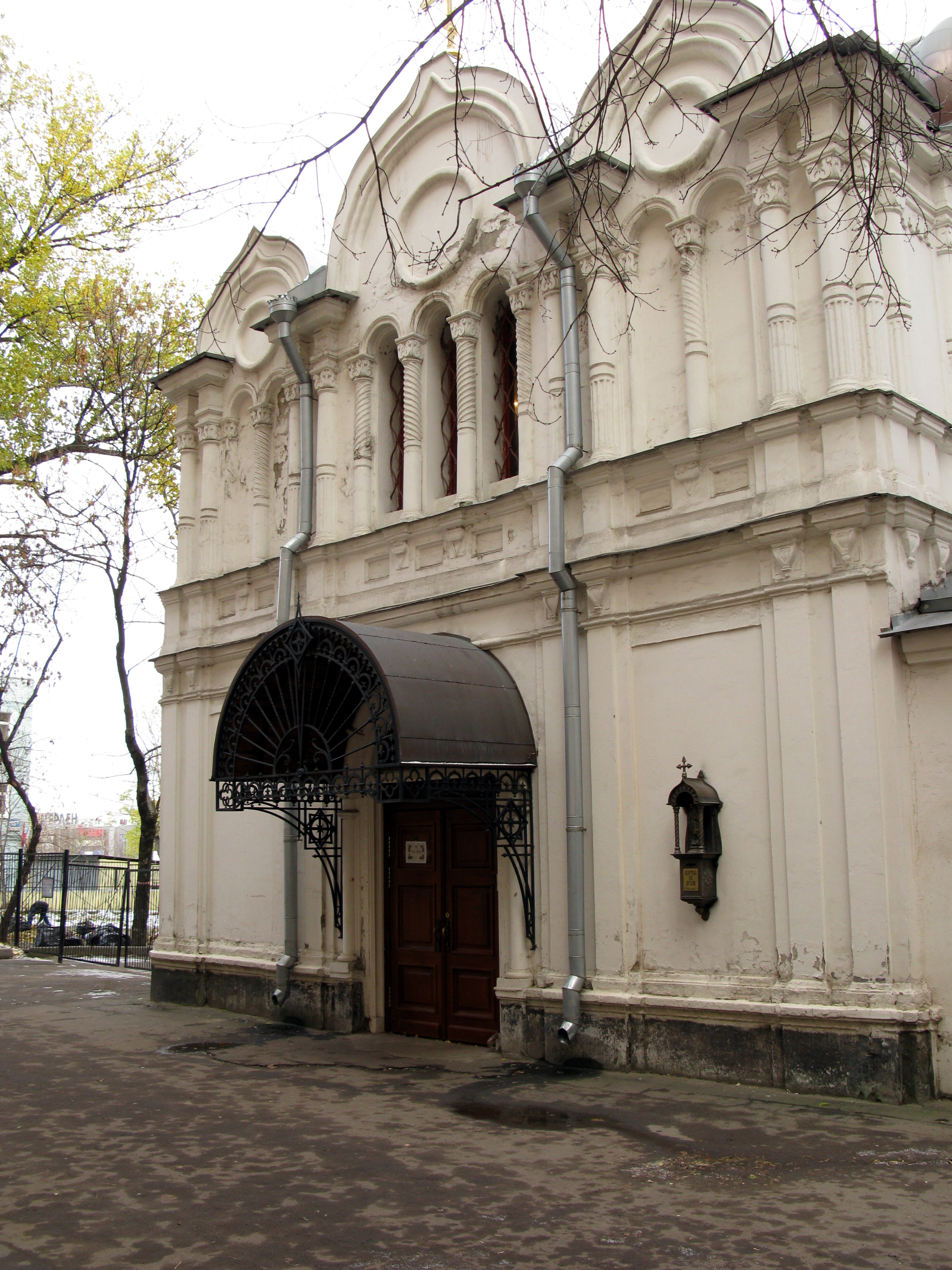
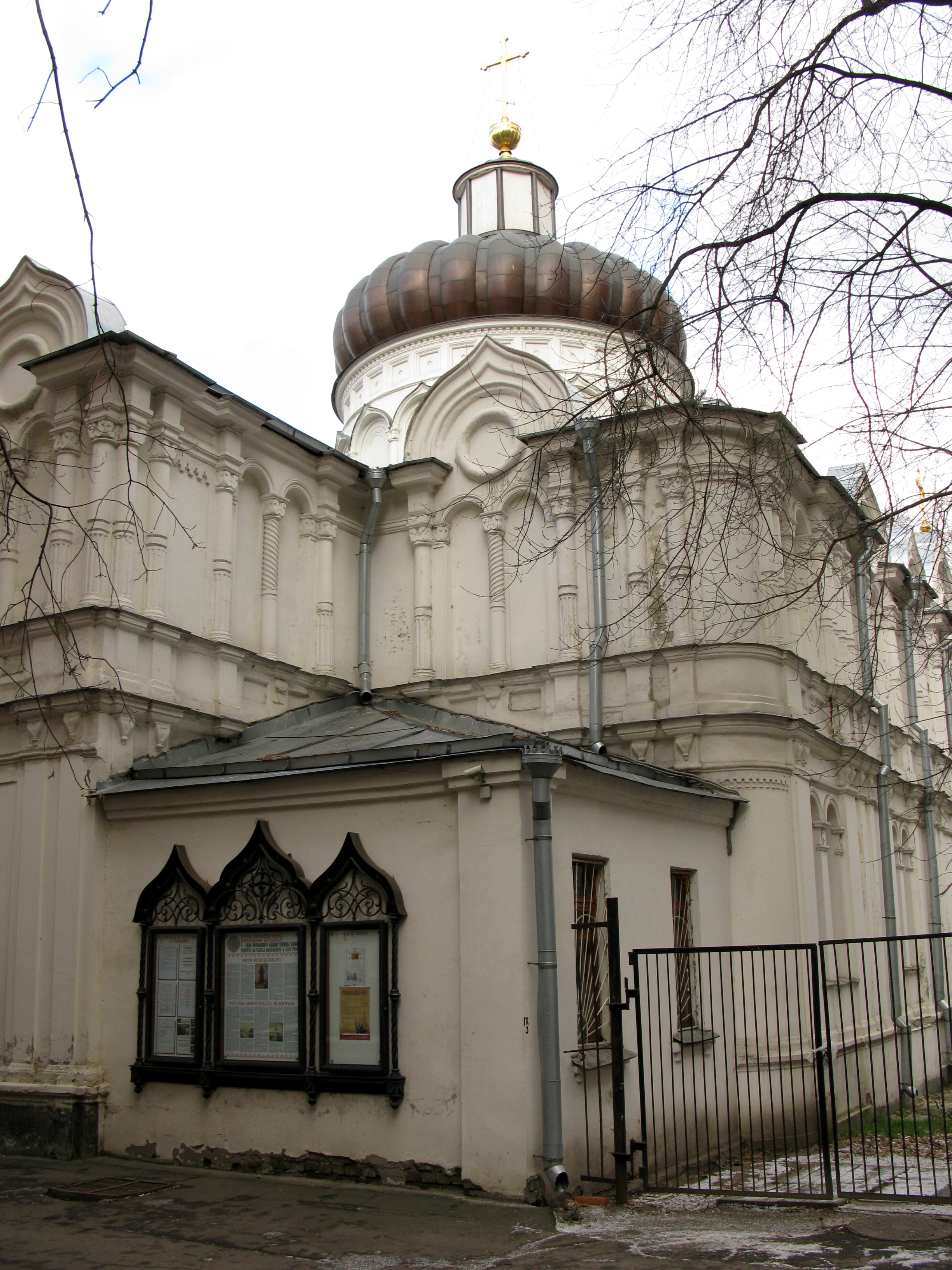

## Духовенство
- Настоятель храма протоиерей Валерий Привалов — в 1999 году окончил Московскую духовную семинарию. Имеет церковные награды: орден святого благоверного князя Даниила Московского III степени, медаль преподобного Сергия Радонежского II степени.
- Протоиерей Дмитрий Шалаев — окончил Московскую духовную академию в 1998 году. Имеет церковные награды: медаль преподобного Сергея Радонежского II степени.
- Диакон Максим Кузнецов — имеет церковные награды: медаль преподобного Серафима Саровского II степени[6].